# Grammaire inuite
L’inuit est considéré comme une langue unique, lui-même subdivisé en quatre grandes aires dialectales réparties sur une surface considérable (15 000 km de côtes) :
- iñupiaq (Alaska)
- inuktun (ouest du Canada)
- inuktitut (est du Canada)
- groenlandais

C'est une des langues les plus fréquemment citées quand on évoque les langues polysynthétiques.

carte des principaux parlers inuits

## Conventions de notation
1. L'astérisque * précédant un mot marque une forme agrammaticale.
2. Un suffixe qui efface la consonne précédente est précédé d'un /, un suffixe qui ne l'efface pas est précédé d'un +.

## Phonologie

### Voyelles
Il existe trois voyelles phonologiques. Les trois voyelles constituent le triangle vocalique fondamental a, i, u, chacune de ces voyelles pouvant être réalisée brève ou longue, la longueur ayant une valeur distinctive en toute positions (initiale, médiane, finale), la longueur étant marquée par le redoublement de la voyelle :
- takujanga « il le voit » vs takujaanga « il me voit »
- inuk « une personne » vs inuuk « deux personnes »

|                                                 | Notation API | Orthographe |
| ----------------------------------------------- | ------------ | ----------- |
| Voyelle basse, centrale, non-arrondie, brève    | [a]          | a           |
| Voyelle basse, centrale, non-arrondie, longue   | [aː]         | aa          |
| Voyelle haute, antérieure, non-arrondie, brève  | [i]          | i           |
| Voyelle haute, antérieure, non-arrondie, longue | [iː]         | ii          |
| Voyelle haute, postérieure, arrondie, brève     | [u]          | u           |
| Voyelle haute, postérieure, arrondie, longue    | [uː]         | uu          |

### Consonnes
Alors que l'inventaire vocalique est le même sur toute l'aire inuit, celui des consonnes, bien que jamais très fourni, est beaucoup plus variable.

## Caractéristiques fondamentales communes des dialectes inuits
L'inuit présente certaines caractéristiques communes à toutes les aires dialectales :
- phonologie pauvre (trois voyelles et une quinzaine de consonnes)
- structure syllabique est assez stricte, jamais plus de 2 consonnes successives et seulement en jointure de syllabe
- langue agglutinante, degré polysynthétique très élevé, usage exclusif de suffixes (plusieurs centaines)
- deux classes principales de mots variables : noms et verbes
- noms sans genre ni articles
- trois nombres – singulier, duel et pluriel, pour les noms comme pour les verbes (sauf Groenland où le duel a disparu)
- deux séries de troisièmes personnes, selon qu'elle est coréférentielle ou non-coréférentielle